# Spilia
Spilia (gr. Σπήλια) – wieś w Republice Cypryjskiej, w dystrykcie Nikozja. W 2011 roku liczyła 123 mieszkańców.